# Enka
Enka İnşaat ve Sanayi A.Ş. је турско предузеће за инжењеринг и изградњу са седиштем у Истанбулу. Пружа грађевинске и инжењерске услуге преко својих филијала у око 30 земаља широм света. Од 2017. године Enka је била највеће грађевинско предузеће у Турској.